# Hill Ridware
Hill Ridware – wieś w Anglii, w hrabstwie Staffordshire, w dystrykcie Lichfield. Leży 17 km na wschód od miasta Stafford i 184 km na północny zachód od Londynu.